# Jamie Heward
Jamie Heward (* 30. března 1971 Regina, prérijní provincie Saskatchewan) je bývalý kanadský hokejový obránce a trenér.

## Hráčská kariéra
Draftován byl v roce 1989 v 1. kole, celkově 16. týmem Pittsburgh Penguins. V lize Západní hokejové lize (WHL) odehrál 4 sezony (1987–91) za tým Regina Pats. Poté odehrál 3 sezony (1991–94) v lize IHL v týmech Muskegon Lumberjacks kde odehrál jednu sezonu a Cleveland Lumberjacks kde odehrál dvě sezony. Sezonu 1994/95 odehrál ve výběru Kanaďanů.
Dne 4. května 1995 podepsal smlouvu s týmem Toronto Maple Leafs jako volný hráč. Sezonu 1995/96 měl debut v NHL za tým Toronto Maple Leafs kde odehrál pět zápasů a zbytek sezony odehrál na farmě za tým St. John's Maple Leafs kde odehrál 73 zápasů a 3 zápasy v playoff.
Sezonu 1996/97 měl střídavě starty mezi ligou NHL za tým Toronto Maple Leafs a ligou AHL za tým St. John's Maple Leafs. Dne 31. července 1997 podepsal smlouvu s týmem Philadelphia Flyers jako volný hráč. Za Flyers neodehrál žádný zápas a hrál na farmě v týmu Philadelphia Phantoms, kde pomohl vybojovat Calderův pohár.
Dne 10. srpna 1998 podepsal smlouvu s týmem Nashville Predators jako volný hráč. V Nashvillu odehrál celou sezonu 1998/99. Dne 27. července 1999 podepsal smlouvu s týmem New York Islanders jako volný hráč. V New York Islanders odehrál celou sezonu 1999/00.
Dne 26. května 2000 přestoupil do nového klubu NHL Columbus Blue Jackets. V týmu odehrál 2 sezony a v sezoně 2001/02 odehrál 14 zápasu v lize AHL v týmu Syracuse Crunch. Dne 17. dubna 2002 podepsal smlouvu s týmem HC Servette Genève jako volný hráč. V lize NLA strávil 3 roky ve které změnil v každé sezoně tým. První sezonu 2002/03 v NLA odehrál v týmu HC Servette Genève, druhou sezonu 2003/04 odehrál v týmu ZSC Lions ve kterém si zahrál playoff a třetí sezonu odehrál v týmu SC Langenthal.
Dne 12. srpna 2005 se vrátil do zámoří kdy podepsal smlouvu s týmem Washington Capitals jako volný hráč. Dne 27. února 2007 byl vyměněn do týmu Los Angeles Kings za budoucí vyrovnání. Dne 13. srpna 2007 odchází ze zámoří a podepsal smlouvu s týmem SKA Petrohrad jako volný hráč. V Petrohradu nahradil obránce Jana Platila, a v týmu Petrohrad odehrál celou sezonu. Dne 1. ledna 2009 v zápase Tampa Bay Lightning proti Washington Capitals ve 3.třetině v čase 13:19 ho Alex Ovečkin tvrdě srazil o mantinel zůstal ležet a byl převezen do nemocnice. To byl jeho poslední zápas jeho kariéry.

## Zajímavosti
Za 9 odehraných sezon v NHL neodehrál žádný zápas playoff.
Jeho bývalí spoluhráč Alexandr Ovečkin z Washingtonu Capitals ho tvrdě srazil o mantinel a utrpěl otřes mozku.
Dne 4. března 2009 kdy byl zraněn, byl vyměněn společně s Olafem Kölzigem, který byl rovněž zraněn, Andym Rogersem a pro 4. kolo draftu 2009 do týmu Toronto Maple Leafs za Richarda Petiota.

## Ocenění a úspěchy
- 1991 WHL - První Východní All-Star Tým
- 1996 AHL - První All-Star Tým
- 1996 AHL - All-Star Game
- 1996 AHL - Nejlepší střelec mezi obránci
- 1998 AHL - První All-Star Tým
- 1998 AHL - All-Star Game
- 1998 AHL - Eddie Shore Award
- 1998 AHL - Nejproduktivnější obránce
- 2002 SP - All-Star Tým

## Prvenství
- Debut v NHL - 3. února 1996 (Toronto Maple Leafs proti Montreal Canadiens)
- První gól v NHL - 2. listopadu 1996 (Toronto Maple Leafs proti Detroit Red Wings, kanadskému brankáři Mike Vernon)
- První asistence v NHL - 2. listopadu 1996 (Toronto Maple Leafs proti Detroit Red Wings)

## Klubové statistiky
| Sezóna       | Klub                   | Soutěž       |     | Základní část | Základní část | Základní část | Základní část | Základní část |   | Play off | Play off | Play off | Play off | Play off |
| Sezóna       | Klub                   | Soutěž       | Z   | G             | A             | B             | TM            | Z             | G | A        | B        | TM       |          |          |
| 1987/1988    | Regina Pats            | WHL          | 68  | 10            | 17            | 27            | 17            | 4             | 1 | 1        | 2        | 2        |          |          |
| 1988/1989    | Regina Pats            | WHL          | 52  | 31            | 28            | 59            | 29            | —             | — | —        | —        | —        |          |          |
| 1989/1990    | Regina Pats            | WHL          | 72  | 14            | 44            | 58            | 42            | 11            | 2 | 2        | 4        | 10       |          |          |
| 1990/1991    | Regina Pats            | WHL          | 71  | 23            | 61            | 84            | 41            | 8             | 2 | 9        | 11       | 6        |          |          |
| 1991/1992    | Muskegon Lumberjacks   | IHL          | 54  | 6             | 21            | 27            | 37            | 14            | 1 | 4        | 5        | 4        |          |          |
| 1992/1993    | Cleveland Lumberjacks  | IHL          | 58  | 9             | 18            | 27            | 64            | —             | — | —        | —        | —        |          |          |
| 1993/1994    | Cleveland Lumberjacks  | IHL          | 73  | 8             | 16            | 24            | 72            | —             | — | —        | —        | —        |          |          |
| 1994/1995    | Canadian National      | Intl         | 51  | 11            | 35            | 46            | 32            | —             | — | —        | —        | —        |          |          |
| 1995/1996    | St. John's Maple Leafs | AHL          | 73  | 22            | 34            | 56            | 33            | 3             | 1 | 1        | 2        | 6        |          |          |
| 1995/1996    | Toronto Maple Leafs    | NHL          | 5   | 0             | 0             | 0             | 0             | —             | — | —        | —        | —        |          |          |
| 1996/1997    | St. John's Maple Leafs | AHL          | 27  | 8             | 19            | 27            | 26            | 9             | 1 | 3        | 4        | 6        |          |          |
| 1996/1997    | Toronto Maple Leafs    | NHL          | 20  | 1             | 4             | 5             | 6             | —             | — | —        | —        | —        |          |          |
| 1997/1998    | Philadelphia Phantoms  | AHL          | 72  | 17            | 48            | 65            | 54            | 20            | 3 | 16       | 19       | 10       |          |          |
| 1998/1999    | Nashville Predators    | NHL          | 63  | 6             | 12            | 18            | 44            | —             | — | —        | —        | —        |          |          |
| 1999/2000    | New York Islanders     | NHL          | 54  | 6             | 11            | 17            | 26            | —             | — | —        | —        | —        |          |          |
| 2000/2001    | Columbus Blue Jackets  | NHL          | 69  | 11            | 16            | 27            | 33            | —             | — | —        | —        | —        |          |          |
| 2001/2002    | Columbus Blue Jackets  | NHL          | 28  | 1             | 2             | 3             | 7             | —             | — | —        | —        | —        |          |          |
| 2001/2002    | Syracuse Crunch        | AHL          | 14  | 3             | 10            | 13            | 6             | 10            | 0 | 4        | 4        | 6        |          |          |
| 2002/2003    | HC Servette Genève     | NLA          | 39  | 8             | 23            | 31            | 60            | —             | — | —        | —        | —        |          |          |
| 2003/2004    | ZSC Lions              | NLA          | 25  | 5             | 9             | 14            | 57            | 6             | 0 | 1        | 1        | 24       |          |          |
| 2004/2005    | SC Langenthal          | NLA          | 44  | 3             | 14            | 17            | 83            | —             | — | —        | —        | —        |          |          |
| 2005/2006    | Washington Capitals    | NHL          | 71  | 7             | 21            | 28            | 54            | —             | — | —        | —        | —        |          |          |
| 2006/2007    | Washington Capitals    | NHL          | 52  | 4             | 12            | 16            | 27            | —             | — | —        | —        | —        |          |          |
| 2006/2007    | Los Angeles Kings      | NHL          | 19  | 2             | 6             | 8             | 20            | —             | — | —        | —        | —        |          |          |
| 2007/2008    | SKA Petrohrad          | RSL          | 53  | 2             | 15            | 17            | 98            | 9             | 2 | 0        | 2        | 10       |          |          |
| 2008/2009    | Norfolk Admirals       | AHL          | 20  | 6             | 8             | 14            | 25            | —             | — | —        | —        | —        |          |          |
| 2008/2009    | Tampa Bay Lightning    | NHL          | 13  | 0             | 2             | 2             | 4             | —             | — | —        | —        | —        |          |          |
| Celkem v NHL | Celkem v NHL           | Celkem v NHL | 394 | 38            | 86            | 124           | 221           | —             | — | —        | —        | —        |          |          |

## Reprezentace
| Rok                       | Tým                       | Soutěž                    | Z  | G | A | B | TM |
| ------------------------- | ------------------------- | ------------------------- | -- | - | - | - | -- |
| 1995                      | Kanada                    | MS                        | 8  | 0 | 5 | 5 | 6  |
| 2003                      | Kanada                    | MS                        | 9  | 0 | 0 | 0 | 2  |
| Seniorská kariéra celkově | Seniorská kariéra celkově | Seniorská kariéra celkově | 17 | 0 | 5 | 5 | 8  |